# Gryon howardi
Gryon howardi is een vliesvleugelig insect uit de familie van de Scelionidae. De wetenschappelijke naam van de soort is voor het eerst geldig gepubliceerd in 1931 door Mokrzecki & Oglobin.